# オープン音楽モデル
オープン音楽モデル（オープンおんがくモデル、英: Open music model）とは、マサチューセッツ工科大学における研究に基づいて音楽産業向けに提唱された経済的・技術的枠組みである。このモデルは、音楽の再生がサービスとして認識されるようになり、個別に販売される製品ではなくなると予測している。また、音楽のデジタル配信において、海賊行為に対抗しうる唯一の有効なシステムは、サブスクリプション方式であり、ファイル共有を許容し、デジタル著作権管理を排したものであると主張している。研究では、当時の利用における市場均衡価格は月額9ドルであるが、長期的な最適価格として月額5ドルを推奨している。
2002年にこのモデルが発表されて以来、いくつかの原則が音楽産業全体で採用されてきた。また、多くの音楽サブスクリプションサービスのビジネスモデルの基盤としても言及されている。

## 概要
このモデルは、商業的に成立可能な音楽のデジタル配信ネットワークに必要不可欠な5つの要件を提示している。
| # | 要件                   | 説明                                                                       |
| - | ---------------------- | -------------------------------------------------------------------------- |
| 1 | オープンなファイル共有 | ユーザーは互いにファイル共有を自由に行える必要がある。                     |
| 2 | オープンなファイル形式 | コンテンツはオープンフォーマットで配信され、DRM制限があってはならない。    |
| 3 | オープンな参加         | 著作権保有者は自由に登録して報酬を受け取れる必要がある。                   |
| 4 | オープンな支払い       | 支払いは複数の手段で行える必要があり、閉鎖的なシステムであってはならない。 |
| 5 | オープンな競争         | 相互運用可能な複数のシステムが存在し、設計上の独占であってはならない。     |

このモデルは、MITスローン経営大学院におけるシュマン・ゴセマジュンダーの2002年の研究論文『Advanced Peer-Based Technology Business Models』にて提案されたものである。これは、オンラインでのオープンな音楽共有システムに対する顕著な需要を示した最初の研究の一つである。翌年には「オープン音楽モデル」として公的に言及されるようになった。
このモデルは、消費者とデジタル財市場の関係を再定義することを提案している。つまり、音楽はオンラインベンダーから購入する「商品」ではなく、業界から提供される「サービス」として扱うべきであり、モデルに基づく企業は音楽業界と消費者の仲介者として機能すべきであるとされる。消費者には月額5ドルで無制限に音楽を利用できる権利を提供することが提案されており、これは長期的な最適価格とされ、年間総収入として30億ドル以上を見込めるとされている。
この研究は、サードパーティによるファイル共有プログラムへの需要を示している。特定のデジタル財に対する関心が高く、不正な手段で入手するリスクが低い場合、人々はNapsterやMorpheus、最近ではBitTorrentやパイレート・ベイなどのサードパーティサービスに自然と流れる傾向がある。
研究では、消費者がファイル共有サービスを利用する主な理由はコストではなく利便性であることが示された。そのため、最も多くの音楽にアクセスできるサービスが最も成功すると予測されている。

## 業界による採用
このモデルは、デジタル著作権管理に基づくオンライン音楽配信システムの失敗を予測した。
このモデルへの批判には、海賊行為の問題を解決するものではないという意見が含まれていた。一方で、それこそが海賊行為に対する最も実行可能な解決策であると反論する者もいた。なぜなら、海賊行為は「避けられない」ものであるからである。支持者たちは、このモデルが音楽業界によって採用されている法執行に基づく方法に対する優れた代替手段であると主張した。ドイツのスタートアップ企業Playmentは、自社のビジネスモデルの基盤としてこのモデル全体を商業環境に適用する計画を発表した。
このモデルのいくつかの側面は、時間の経過とともに音楽業界およびそのパートナーによって採用された：
- デジタル著作権管理の廃止は、業界にとって大きな転換点を示していた。2007年、スティーブ・ジョブズ（AppleのCEO）は、音楽におけるDRMの終焉を求める書簡[13]を発表した。数か月後、Amazon.comはDRMなしの個別MP3の販売を開始した[14]。その翌年、iTunes Storeは大半の個別トラックからDRMを廃止した[15]。
- オープンな支払い方式の導入は比較的容易であり、iTunes Storeは2003年の立ち上げ時から現金で購入できるギフトカードを提供していた。
- 2010年には、Rhapsodyが、iPhone利用者向けに音楽をダウンロード可能にしたことを発表した[16]。
- 2011年、AppleはiTunes Matchサービスを開始し、サブスクリプションモデルでユーザーのデバイス間におけるファイル共有をサポートした[17]。ただし、サブスクリプション料金には楽曲購入の費用は含まれておらず、iTunes Storeで個別に購入する必要があった。
- モデルで提案された月額5ドル、または市場調整価格である9ドルに近い価格設定が多くのプラットフォームに採用された：
  - 2005年、Yahoo Music（英語版）が月額5ドルでデジタル著作権管理付きサービスを開始。
  - 2011年、Spotifyが米国で月額5ドルのプレミアムサブスクリプション（DRM付き）を導入し、モデルに極めて忠実であると評価された[18][19][20]。
  - 同年、マイクロソフトのZuneはZune Passと呼ばれる月額10ドルの音楽ダウンロード用サブスクリプションサービス（DRM付き）を提供。
  - 2012年、Google Play Musicが月額9.99ドルで無制限音楽ストリーミングを開始した[21]。ユーザーは自分のMP3をアップロードおよびダウンロードできたが、未アップロードの楽曲はダウンロードできなかった。
  - 2014年、AmazonはAmazon PrimeサービスにDRM付き音楽ストリーミングを追加した[22]。
  - 2015年、AppleはApple Musicを発表し、月額9.99ドルでFairPlay DRMによって暗号化された楽曲の無制限ストリーミングを提供し、人気に基づいてアーティストに報酬を支払うとした。Appleはより低価格で市場参入を望んでいたとされるが、レコード会社の圧力により高めの価格設定を採用した[23]。
- アメリカ合衆国の消費者物価指数に基づくインフレ計算によれば、2002年の月額9ドルの市場調整価格は2021年には13.72ドル相当に達しており、Apple Musicのファミリープラン（14.99ドル）に近づいている[24][25]。